# Закон Ампера
Зако́н Ампе́ра  — закон взаимодействия электрических токов. Впервые был установлен Андре Мари Ампером в 1820 году для постоянного тока. Из закона Ампера следует, что параллельные проводники с электрическими токами, текущими в одном направлении, притягиваются, а в противоположных — отталкиваются. Законом Ампера называется также закон, определяющий силу, с которой магнитное поле действует на малый отрезок проводника с током. Сила оказывается линейно зависимой как от тока, так и от магнитной индукции {\displaystyle B}.
Выражение для силы {\displaystyle d{\vec {F}}}, с которой магнитное поле действует на элемент объёма {\displaystyle dV} проводника с током плотности {\displaystyle {\vec {j}}}, находящегося в магнитном поле с индукцией {\displaystyle {\vec {B}}}, в Международной системе единиц (СИ) имеет вид:
{\displaystyle d{\vec {F}}={\vec {j}}\times {\vec {B}}dV.}
Если ток течёт по тонкому проводнику, то {\displaystyle {\vec {j}}dV=Id{\vec {l}}}, где {\displaystyle d{\vec {l}}} — элемент длины проводника — вектор, по модулю равный {\displaystyle dl} и совпадающий по направлению с током. Тогда выражение для силы переписывается как {\displaystyle d{\vec {F}}=Id{\vec {l}}\times {\vec {B}}}.

## Физическое содержание закона Ампера
Под законом Ампера понимается совокупность утверждений и формул, характеризующих силовое воздействие на токонесущий проводник со стороны магнитного поля — возможно, созданного другим токонесущим проводником. Закон определяет:
- силу воздействия малого отрезка проводника {\displaystyle dl_{1}} с током {\displaystyle I_{1}} на другой малый отрезок {\displaystyle dl_{2}} с током {\displaystyle I_{2}}:

{\displaystyle d^{2}{\vec {F}}_{12}={\frac {\mu _{0}I_{1}I_{2}}{4\pi }}\cdot {\frac {d{\vec {l}}_{2}\times [d{\vec {l}}_{1}\times ({\vec {r}}_{2}-{\vec {r}}_{1})]}{|{\vec {r}}_{1}-{\vec {r}}_{2}|^{3}}}=I_{2}d{\vec {l}}_{2}\times d{\vec {B}}_{1}({\vec {r}}_{2})},
где {\displaystyle {\vec {r}}_{1}} и {\displaystyle {\vec {r}}_{2}} — радиус-векторы элементов длины проводников {\displaystyle d{\vec {l}}_{1}} и {\displaystyle d{\vec {l}}_{2}}, а {\displaystyle d^{2}{\vec {F}}_{12}} — сила действия элемента {\displaystyle d{\vec {l}}_{1}} (создающего поле {\displaystyle d{\vec {B}}_{1}({\vec {r}}_{2})} в точке {\displaystyle {\vec {r}}_{2}}) на элемент {\displaystyle d{\vec {l}}_{2}}; {\displaystyle \mu _{0}} — магнитная постоянная;
- силу взаимодействия двух проводящих замкнутых контуров формы {\displaystyle \mathbb {C} _{1}} и {\displaystyle \mathbb {C} _{2}} с токами {\displaystyle I_{1}} и {\displaystyle I_{2}}:

{\displaystyle {\vec {F}}_{12}={\mu _{0}I_{1}I_{2} \over 4\pi }\oint \limits _{\mathbb {C} _{2}}\oint \limits _{\mathbb {C} _{1}}{\frac {[d{\vec {r}}_{2}\times [d{\vec {r}}_{1}\times ({\vec {r}}_{2}-{\vec {r}}_{1})]]}{|{\vec {r}}_{1}-{\vec {r}}_{2}|^{3}}}},
где {\displaystyle {\vec {r}}_{1}} и {\displaystyle {\vec {r}}_{2}} — радиус-векторы, пробегающие все точки контуров {\displaystyle \mathbb {C} _{1}}, {\displaystyle \mathbb {C} _{2}}, а  {\displaystyle {\vec {F}}_{12}} — сила, с которой контур-1 действует на контур-2. По сути, это интегрирование выражения из предыдущего пункта;
- силу, с которой магнитное поле действует на отрезок проводника {\displaystyle dl} с током {\displaystyle I} (A), плоский участок {\displaystyle dS} с током {\displaystyle {\vec {i}}} (А/м) или малый объём {\displaystyle dV} с током {\displaystyle {\vec {j}}} (А/м2):

{\displaystyle d{\vec {F}}=Id{\vec {l}}\times {\vec {B}},\qquad d{\vec {F}}={\vec {i}}dS\times {\vec {B}},\qquad d{\vec {F}}={\vec {j}}dV\times {\vec {B}}}.
Направление силы {\displaystyle d{\vec {F}}} определяется по правилу вычисления векторного произведения. Её модуль в случае провода находится как {\displaystyle dF=IBdl\sin \alpha }, где {\displaystyle \alpha } — угол между {\displaystyle {\vec {B}}} и направлением тока. Сила максимальна, когда проводник перпендикулярен линиям магнитной индукции ({\displaystyle \alpha =90^{\circ }}). Интегрирование позволит получить силу воздействия поля на объект в целом.

## Случай двух параллельных проводников
Наиболее известным примером, иллюстрирующим силу Ампера, является следующая задача. В вакууме на расстоянии {\displaystyle r} друг от друга расположены два бесконечных параллельных проводника, в которых в одном направлении текут токи {\displaystyle I_{1}} и {\displaystyle I_{2}}. Требуется найти силу, действующую на единицу длины проводника.
В соответствии с законом Био — Савара — Лапласа бесконечный проводник с током {\displaystyle I_{1}} в точке на расстоянии {\displaystyle r} создаёт магнитное поле с индукцией
{\displaystyle {\vec {B}}_{1}(r)={\frac {\mu _{0}}{4\pi }}{\frac {2I_{1}}{r}}\,{\vec {e}}_{\varphi }},
где {\displaystyle \mu _{0}} — магнитная постоянная, {\displaystyle {\vec {e}}_{\varphi }} — единичный вектор вдоль окружности, осью симметрии которой является провод с током {\displaystyle I_{1}}.
По закону Ампера найдём силу, с которой первый проводник действует на малый участок {\displaystyle d{\vec {l}}} второго:
{\displaystyle d{\vec {F}}_{12}=I_{2}d{\vec {l}}\times {\vec {B}}_{1}(r).}
По правилу левой руки, {\displaystyle d{\vec {F}}_{12}} направлена в сторону первого проводника (аналогично, действующая на первый проводник сила {\displaystyle d{\vec {F}}_{21}} направлена в сторону второго проводника). Следовательно, проводники притягиваются.
Модуль данной силы ({\displaystyle r} — расстояние между проводниками):
{\displaystyle dF_{12}={\frac {\mu _{0}}{4\pi }}{\frac {2I_{1}I_{2}}{r}}dl.}
Интегрируем по участку проводника длины {\displaystyle L} (пределы интегрирования по {\displaystyle l} от 0 до {\displaystyle L}):
{\displaystyle F_{12}={\frac {\mu _{0}}{4\pi }}{\frac {2I_{1}I_{2}}{r}}\cdot L.}
Если {\displaystyle L} — единичная длина, то это выражение задаёт искомую силу взаимодействия.
Полученная формула используется в СИ для установления численного значения магнитной постоянной {\displaystyle \mu _{0}}. Действительно, ампер, являющийся одной из основных единиц СИ, определяется в ней как «сила неизменяющегося тока, который при прохождении по двум параллельным прямолинейным проводникам бесконечной длины и ничтожно малой площади кругового поперечного сечения, расположенным в вакууме на расстоянии 1 метр один от другого, вызвал бы на каждом участке проводника длиной 1 метр силу взаимодействия, равную 2⋅10−7 ньютона».
Таким образом, из полученной формулы и определения ампера следует, что магнитная постоянная {\displaystyle \mu _{0}} равна {\displaystyle 4\pi \times 10^{-7}} Н/А² или, что то же самое, {\displaystyle 4\pi \times 10^{-7}} Гн/ м точно.

## Проявления закона Ампера
- Электродинамическая деформация шин (токопроводов) трёхфазного переменного тока на подстанциях при воздействии токов короткого замыкания.
- Раздвигание токопроводов рельсотронов при выстреле.

## Применение
Любые узлы в электротехнике, где под действием электромагнитного поля происходит движение каких-либо элементов, используют закон Ампера. 
Принцип работы электромеханических машин (движение части обмотки ротора относительно части обмотки статора) основан на использовании закона Ампера, и самый широко распространённый и используемый чуть ли не во всех технических конструкциях агрегат — это электродвигатель, либо, что конструктивно почти то же самое — генератор. Именно под действием силы Ампера происходит вращение ротора, поскольку на его обмотку влияет магнитное поле статора, приводя в движение. 
Любые транспортные средства на электротяге для приведения во вращение валов, на которых находятся колёса, используют силу Ампера (трамваи, электрокары, электропоезда и др). 
Также магнитное поле приводит в движение механизмы электрозапоров (электродвери, раздвигающиеся ворота, двери лифта). Другими словами, любые устройства, которые работают на электричестве и имеют движущиеся узлы, основаны на эксплуатации закона Ампера.
Также, он находит применение во многих других видах электротехники, например, в динамической головке (динамике): в динамике (громкоговорителе) для возбуждения мембраны, которая формирует звуковые колебания, используется постоянный магнит, на него под действием электромагнитного поля, создаваемого расположенным рядом проводником с током, действует сила Ампера, которая изменяется в соответствии с нужной звуковой частотой.
Также:
- Электродинамическое сжатие плазмы; например, в токамаках, установках Z-пинч.
- Электродинамический метод прессования.
- Электромагнитный насос

## Сила Ампера и третий закон Ньютона
Пусть есть два тонких проводника с токами {\displaystyle I_{1}} и {\displaystyle I_{2}}, имеющие форму кривых {\displaystyle C_{1}} и {\displaystyle C_{2}}, которые заданы радиус-векторами {\displaystyle \mathbf {r} _{1}} и {\displaystyle \mathbf {r} _{2}}.
Для сил взаимодействия бесконечно малых участков этих проводников третий закон Ньютона не выполняется. А именно, сила Ампера для воздействия элемента первого проводника на элемент второго {\displaystyle \mathrm {d} ^{2}\mathbf {F} _{12}} не равна взятой с обратным знаком силе, действующей со стороны элемента второго проводника на элемент первого {\displaystyle \mathrm {d} ^{2}\mathbf {F} _{21}}:
{\displaystyle \mathrm {d} ^{2}\mathbf {F} _{12}=I_{2}\mathrm {d} \mathbf {r} _{2}\times \mathrm {d} \mathbf {B} _{1}(\mathbf {r} _{2})\neq -\mathrm {d} ^{2}\mathbf {F} _{21}=-I_{1}\mathrm {d} \mathbf {r} _{1}\times \mathrm {d} \mathbf {B} _{2}(\mathbf {r} _{1})}.
Здесь {\displaystyle \mathrm {d} \mathbf {B} _{1}} и {\displaystyle \mathrm {d} \mathbf {B} _{2}} — поле, создаваемое участком первого и участком второго провода, соответственно. Данный факт ни в коем случае не компрометирует динамику Ньютона, так как постоянный ток может протекать только по замкнутому контуру — и, следовательно, третий закон Ньютона обязан действовать только для сил, с которыми взаимодействуют два замкнутых проводника с током. В отличие от отдельных элементов, для замкнутых контуров закон Ньютона выполняется:
{\displaystyle \mathbf {F} _{12}=\oint \limits _{\mathbb {C} _{2}}(I_{2}\mathrm {d} \mathbf {r} _{2}\times \mathbf {B} _{1}(\mathbf {r} _{2}))=-\mathbf {F} _{21}=-\oint \limits _{\mathbb {C} _{1}}(I_{1}\mathrm {d} \mathbf {r} _{1}\times \mathbf {B} _{2}(\mathbf {r} _{1}))},
где {\displaystyle \mathbf {B} _{1}} и {\displaystyle \mathbf {B} _{2}} — поле, создаваемое целиком первым и целиком вторым проводом (а не их отдельными участками). Поле в каждом случае находится с использованием формулы Био — Савара — Лапласа.
Пусть есть два тонких проводника с токами {\displaystyle I_{1}} и {\displaystyle I_{2}}, имеющие форму кривых {\displaystyle C_{1}} и {\displaystyle C_{2}}, которые заданы радиус-векторами {\displaystyle \mathbf {r} _{1}} и {\displaystyle \mathbf {r} _{2}}. Сила, действующая на токовый элемент одного провода со стороны токового элемента другого провода, находится по закону Био — Савара — Лапласа: токовый элемент {\displaystyle I_{1}\mathrm {d} \mathbf {r} _{1}}, находящийся в точке {\displaystyle \mathbf {r} _{1}}, создаёт в точке {\displaystyle \mathbf {r} _{2}} элементарное магнитное поле 
{\displaystyle \mathrm {d} \mathbf {B} _{1}(\mathbf {r} _{2})={\mu _{0} \over 4\pi }{\frac {I_{1}[\mathrm {d} \mathbf {r} _{1},\mathbf {r} _{2}-\mathbf {r} _{1}]}{|\mathbf {r} _{2}-\mathbf {r} _{1}|^{3}}}}.
По закону Ампера сила, действующая со стороны поля {\displaystyle \mathrm {d} \mathbf {B} _{1}(\mathbf {r} _{2})} на токовый элемент {\displaystyle I_{2}\mathrm {d} \mathbf {r} _{2}}, находящийся в точке {\displaystyle \mathbf {r} _{2}}, равна 
{\displaystyle \mathrm {d} ^{2}\mathbf {F} _{12}=I_{2}\mathrm {d} \mathbf {r} _{2}\times \mathrm {d} \mathbf {B} _{1}(\mathbf {r} _{2})={\mu _{0}I_{1}I_{2} \over 4\pi }{\frac {[\mathrm {d} \mathbf {r} _{2},[\mathrm {d} \mathbf {r} _{1},\mathbf {r} _{2}-\mathbf {r} _{1}]]}{|\mathbf {r} _{2}-\mathbf {r} _{1}|^{3}}}.}
Токовый элемент {\displaystyle I_{2}\mathrm {d} \mathbf {r} _{2}}, находящийся в точке {\displaystyle \mathbf {r} _{2}}, создает в точке {\displaystyle \mathbf {r} _{1}} элементарное магнитное поле 
{\displaystyle \mathrm {d} \mathbf {B} _{2}(\mathbf {r} _{1})={\mu _{0} \over 4\pi }{\frac {I_{2}[\mathrm {d} \mathbf {r} _{2},\mathbf {r} _{1}-\mathbf {r} _{2}]}{|\mathbf {r} _{2}-\mathbf {r} _{1}|^{3}}}}.
Сила Ампера, действующая со стороны поля {\displaystyle \mathrm {d} \mathbf {B} _{2}(\mathbf {r} _{1})} на токовый элемент {\displaystyle I_{1}\mathrm {d} \mathbf {r} _{1}}, находящийся в точке {\displaystyle \mathbf {r} _{1}}, равна
{\displaystyle \mathrm {d} ^{2}\mathbf {F} _{21}=I_{1}\mathrm {d} \mathbf {r} _{1}\times \mathrm {d} \mathbf {B} _{2}(\mathbf {r} _{1})={\mu _{0}I_{1}I_{2} \over 4\pi }{\frac {[\mathrm {d} \mathbf {r} _{1},[\mathrm {d} \mathbf {r} _{2},\mathbf {r} _{1}-\mathbf {r} _{2}]]}{|\mathbf {r} _{2}-\mathbf {r} _{1}|^{3}}}.}
В общем случае для произвольных {\displaystyle \mathbf {r} _{1}} и {\displaystyle \mathbf {r} _{2}} силы {\displaystyle \mathrm {d} ^{2}\mathbf {F} _{12}} и {\displaystyle \mathrm {d} ^{2}\mathbf {F} _{21}} даже не коллинеарны, а значит, не подчиняются третьему закону Ньютона: {\displaystyle \mathrm {d} ^{2}\mathbf {F} _{12}+\mathrm {d} ^{2}\mathbf {F} _{21}\neq 0}. 
Этот результат, однако, не указывает на несостоятельность динамики Ньютона в данном случае. Вообще говоря, постоянный ток может течь только по замкнутому контуру. Поэтому третий закон Ньютона должен действовать только для сил, с которыми взаимодействуют два замкнутых проводника с током. Можно убедиться, что для двух таких проводников третий закон Ньютона выполняется.
Пусть кривые {\displaystyle C_{1}} и {\displaystyle C_{2}} являются замкнутыми. Тогда ток {\displaystyle I_{1}} создает в точке {\displaystyle \mathbf {r} _{2}}  магнитное поле 
{\displaystyle \mathbf {B} _{1}(\mathbf {r} _{2})={\mu _{0}I_{1} \over 4\pi }\oint \limits _{\mathbb {C} _{1}}{\frac {[\mathrm {d} \mathbf {r} _{1},\mathbf {r} _{2}-\mathbf {r} _{1}]}{|\mathbf {r} _{2}-\mathbf {r} _{1}|^{3}}},}
где интегрирование по {\displaystyle C_{1}} производится в направлении течения тока {\displaystyle I_{1}}. Сила Ампера, действующая со стороны поля {\displaystyle \mathbf {B} _{1}(\mathbf {r} _{2})} на контур {\displaystyle C_{2}} с током {\displaystyle I_{2}}, равна 
{\displaystyle \mathbf {F} _{12}=\oint \limits _{\mathbb {C} _{2}}(I_{2}\mathrm {d} \mathbf {r} _{2}\times \mathbf {B} _{1}(\mathbf {r} _{2}))=\oint \limits _{\mathbb {C} _{2}}(I_{2}\mathrm {d} \mathbf {r} _{2}\times {\mu _{0}I_{1} \over 4\pi }\oint \limits _{\mathbb {C} _{1}}{\frac {[\mathrm {d} \mathbf {r} _{1},\mathbf {r} _{2}-\mathbf {r} _{1}]}{|\mathbf {r} _{2}-\mathbf {r} _{1}|^{3}}})={\mu _{0}I_{1}I_{2} \over 4\pi }\oint \limits _{\mathbb {C} _{2}}\oint \limits _{\mathbb {C} _{1}}{\frac {[\mathrm {d} \mathbf {r} _{2},[\mathrm {d} \mathbf {r} _{1},\mathbf {r} _{2}-\mathbf {r} _{1}]]}{|\mathbf {r} _{2}-\mathbf {r} _{1}|^{3}}},}
где интегрирование по {\displaystyle C_{2}} производится в направлении течения тока {\displaystyle I_{2}}. Порядок интегрирования значения не имеет.
Аналогично сила Ампера, действующая со стороны поля {\displaystyle \mathbf {B} _{2}(\mathbf {r} _{1})}, создаваемого током {\displaystyle I_{2}}, на контур {\displaystyle C_{1}} с током {\displaystyle I_{1}}, равна 
{\displaystyle \mathbf {F} _{21}=\oint \limits _{\mathbb {C} _{1}}(I_{1}\mathrm {d} \mathbf {r} _{1}\times \mathbf {B} _{2}(\mathbf {r} _{1}))={\mu _{0}I_{1}I_{2} \over 4\pi }\oint \limits _{\mathbb {C} _{1}}\oint \limits _{\mathbb {C} _{2}}{\frac {[\mathrm {d} \mathbf {r} _{1},[\mathrm {d} \mathbf {r} _{2},\mathbf {r} _{1}-\mathbf {r} _{2}]]}{|\mathbf {r} _{2}-\mathbf {r} _{1}|^{3}}}=\oint \limits _{\mathbb {C} _{1}}\oint \limits _{\mathbb {C} _{2}}\mathrm {d} ^{2}\mathbf {F} _{21}.}
Равенство {\displaystyle \mathbf {F} _{12}+\mathbf {F} _{21}=0} эквивалентно равенству 
{\displaystyle \oint \limits _{\mathbb {C} _{2}}\oint \limits _{\mathbb {C} _{1}}{\frac {[\mathrm {d} \mathbf {r} _{2},[\mathrm {d} \mathbf {r} _{1},\mathbf {r} _{2}-\mathbf {r} _{1}]]}{|\mathbf {r} _{2}-\mathbf {r} _{1}|^{3}}}=\oint \limits _{\mathbb {C} _{1}}\oint \limits _{\mathbb {C} _{2}}{\frac {[\mathrm {d} \mathbf {r} _{1},[\mathrm {d} \mathbf {r} _{2},\mathbf {r} _{2}-\mathbf {r} _{1}]]}{|\mathbf {r} _{2}-\mathbf {r} _{1}|^{3}}}}.
Чтобы доказать это последнее равенство, заметим, что выражение для силы Ампера очень похоже на выражение для циркуляции магнитного поля по замкнутому контуру, в котором внешнее скалярное произведение заменили векторным произведением. 
Пользуясь тождеством Лагранжа, двойное векторное произведение в левой части доказываемого равенства можно записать так: 
{\displaystyle [\mathrm {d} \mathbf {r} _{2},[\mathrm {d} \mathbf {r} _{1},\mathbf {r} _{2}-\mathbf {r} _{1}]]=\mathrm {d} \mathbf {r} _{1}(\mathrm {d} \mathbf {r} _{2},\mathbf {r} _{2}-\mathbf {r} _{1})-(\mathbf {r} _{2}-\mathbf {r} _{1})(\mathrm {d} \mathbf {r} _{2},\mathrm {d} \mathbf {r} _{1}).}
Тогда левая часть доказываемого равенства примет вид:
{\displaystyle \oint \limits _{\mathbb {C} _{2}}\oint \limits _{\mathbb {C} _{1}}{\frac {[\mathrm {d} \mathbf {r} _{2},[\mathrm {d} \mathbf {r} _{1},\mathbf {r} _{2}-\mathbf {r} _{1}]]}{|\mathbf {r} _{2}-\mathbf {r} _{1}|^{3}}}=\oint \limits _{\mathbb {C} _{1}}\oint \limits _{\mathbb {C} _{2}}{\frac {\mathrm {d} \mathbf {r} _{1}(\mathrm {d} \mathbf {r} _{2},\mathbf {r} _{2}-\mathbf {r} _{1})}{|\mathbf {r} _{2}-\mathbf {r} _{1}|^{3}}}-\oint \limits _{\mathbb {C} _{1}}\oint \limits _{\mathbb {C} _{2}}{\frac {(\mathbf {r} _{2}-\mathbf {r} _{1})(\mathrm {d} \mathbf {r} _{2},\mathrm {d} \mathbf {r} _{1})}{|\mathbf {r} _{2}-\mathbf {r} _{1}|^{3}}}.}
Рассмотрим отдельно интеграл {\displaystyle \oint \limits _{\mathbb {C} _{1}}\oint \limits _{\mathbb {C} _{2}}{\frac {\mathrm {d} \mathbf {r} _{1}(\mathrm {d} \mathbf {r} _{2},\mathbf {r} _{2}-\mathbf {r} _{1})}{|\mathbf {r} _{2}-\mathbf {r} _{1}|^{3}}}}, который можно переписать в следующем виде:
{\displaystyle \oint \limits _{\mathbb {C} _{1}}\oint \limits _{\mathbb {C} _{2}}{\frac {\mathrm {d} \mathbf {r} _{1}(\mathrm {d} \mathbf {r} _{2},\mathbf {r} _{2}-\mathbf {r} _{1})}{|\mathbf {r} _{2}-\mathbf {r} _{1}|^{3}}}=\oint \limits _{\mathbb {C} _{1}}\mathrm {d} \mathbf {r} _{1}\oint \limits _{\mathbb {C} _{2}}{\frac {(\mathbf {r} _{2}-\mathbf {r} _{1},\mathrm {d} (\mathbf {r} _{2}-\mathbf {r} _{1}))}{|\mathbf {r} _{2}-\mathbf {r} _{1}|^{3}}}.}
Сделав замену переменной во внутреннем интеграле на {\displaystyle \mathbf {r} =\mathbf {r} _{2}-\mathbf {r} _{1}}, где вектор {\displaystyle \mathbf {r} } изменяется по замкнутому контуру {\displaystyle C_{2}'}, обнаружим, что внутренний интеграл является циркуляцией градиентного поля по замкнутому контуру. А значит, он равен нулю:
{\displaystyle \oint \limits _{\mathbb {C} _{2}}{\frac {(\mathbf {r} _{2}-\mathbf {r} _{1},\mathrm {d} (\mathbf {r} _{2}-\mathbf {r} _{1}))}{|\mathbf {r} _{2}-\mathbf {r} _{1}|^{3}}}=\oint \limits _{\mathbb {C} _{2}'}{\frac {(\mathbf {r} ,\mathrm {d} \mathbf {r} )}{|\mathbf {r} |^{3}}}=-\oint \limits _{\mathbb {C} _{2}'}{\bigg (}\mathrm {grad} {\Big (}{\frac {1}{|\mathbf {r} |}}{\Big )},\mathrm {d} \mathbf {r} {\bigg )}=0.}
Значит, и весь двойной криволинейный интеграл равен нулю. В таком случае для силы {\displaystyle \mathbf {F} _{12}} можно записать:
{\displaystyle \mathbf {F} _{12}={\mu _{0}I_{1}I_{2} \over 4\pi }\oint \limits _{\mathbb {C} _{1}}\oint \limits _{\mathbb {C} _{2}}{\frac {(\mathbf {r} _{1}-\mathbf {r} _{2})(\mathrm {d} \mathbf {r} _{2},\mathrm {d} \mathbf {r} _{1})}{|\mathbf {r} _{2}-\mathbf {r} _{1}|^{3}}}.}
Выражение для силы {\displaystyle \mathbf {F} _{21}} можно получить из выражения для силы {\displaystyle \mathbf {F} _{12}}, просто исходя из соображений симметрии. Для этого произведем замену индексов: 2 меняем на 1, а 1 — на 2. В таком случае для силы {\displaystyle \mathbf {F} _{21}} можно записать:
{\displaystyle \mathbf {F} _{21}={\mu _{0}I_{1}I_{2} \over 4\pi }\oint \limits _{\mathbb {C} _{1}}\oint \limits _{\mathbb {C} _{2}}{\frac {(\mathbf {r} _{2}-\mathbf {r} _{1})(\mathrm {d} \mathbf {r} _{2},\mathrm {d} \mathbf {r} _{1})}{|\mathbf {r} _{2}-\mathbf {r} _{1}|^{3}}}.}
Теперь совершенно очевидно, что {\displaystyle \mathbf {F} _{12}=-\mathbf {F} _{21}}. Значит, сила Ампера удовлетворяет третьему закону Ньютона в случае замкнутых проводников.

## Некоторые исторические аспекты

### Обнаружение эффекта
В 1820 году Ханс Кристиан Эрстед открыл, что провод, по которому идёт ток, создает магнитное поле и заставляет отклоняться стрелку компаса. Он заметил, что магнитное поле перпендикулярно току, а не параллельно ему, как можно было бы ожидать. Ампер, вдохновлённый демонстрацией опыта Эрстеда, обнаружил, что два параллельных  проводника, по которым течёт ток, притягиваются или отталкиваются в зависимости от того, в одну ли или разные стороны по ним идёт ток. Таким образом ток не только производит магнитное поле, но магнитное поле действует на ток. Уже через неделю после объявления Эрстедом о своём опыте, Ампер предложил объяснение: проводник действует на магнит, потому что в магните течёт ток по множеству маленьких замкнутых траекторий.

### Подбор формулы для силы
Закон взаимодействия двух элементарных электрических токов, известный как закон Ампера, на самом деле был позднее предложен Грассманом (то есть его было бы правильнее называть законом Грассмана).  
Оригинальный же закон Ампера имел несколько иную форму: сила, действующая со стороны токового элемента {\displaystyle I_{1}\mathrm {d} \mathbf {r} _{1}}, находящегося в точке {\displaystyle \mathbf {r} _{1}}, на токовый элемент {\displaystyle I_{2}\mathrm {d} \mathbf {r} _{2}}, находящийся в точке {\displaystyle \mathbf {r} _{2}}, равна
{\displaystyle \mathrm {d} ^{2}\mathbf {F} _{12}={\mu _{0}I_{1}I_{2} \over 4\pi }{\frac {(\mathbf {r} _{1}-\mathbf {r} _{2})}{|\mathbf {r} _{1}-\mathbf {r} _{2}|^{3}}}\left(2(\mathrm {d} \mathbf {r} _{1},\mathrm {d} \mathbf {r} _{2})-3{\frac {(\mathbf {r} _{1}-\mathbf {r} _{2},\mathrm {d} \mathbf {r} _{1})(\mathbf {r} _{1}-\mathbf {r} _{2},\mathrm {d} \mathbf {r} _{2})}{|\mathbf {r} _{1}-\mathbf {r} _{2}|^{2}}}\right)}.
Сила, действующая со стороны токового элемента {\displaystyle I_{2}\mathrm {d} \mathbf {r} _{2}}, находящегося в точке {\displaystyle \mathbf {r} _{2}}, на токовый элемент {\displaystyle I_{1}\mathrm {d} \mathbf {r} _{1}}, находящийся в точке {\displaystyle \mathbf {r} _{1}},  может быть получена из формулы силы {\displaystyle \mathrm {d} ^{2}\mathbf {F} _{12}} просто из соображений симметрии, путём замены индексов: 2 на 1, а 1 на 2. 
При этом {\displaystyle \mathrm {d} ^{2}\mathbf {F} _{21}=-\mathrm {d} ^{2}\mathbf {F} _{12}}, то есть оригинальный закон Ампера удовлетворяет третьему закону Ньютона уже для дифференциальной формы. Ампер, перепробовав ряд выражений, остановился именно на таком.   
Если при рассмотрении какой-либо задачи расчёта силы взаимодействия (реально, непостоянных) незамкнутых токов с нарушением третьего закона Ньютона мириться нельзя, есть вариант использовать оригинальный закон Ампера. В случае закона Грассмана при этом приходится включать в рассмотрение дополнительную физическую сущность — магнитное поле, чтобы компенсировать несоблюдение третьего закона.
Можно доказать, что в интегральной форме оригинального закона Ампера силы, с которыми взаимодействуют два замкнутых проводника с постоянными токами, получаются теми же самыми, что и в законе Грассмана.
Чтобы доказать это, запишем силу {\displaystyle \mathbf {F} _{21}} в следующем виде:
{\displaystyle \mathbf {F} _{21}={\mu _{0}I_{1}I_{2} \over 4\pi }\oint \limits _{\mathbb {C} _{1}}\oint \limits _{\mathbb {C} _{2}}{\frac {(\mathbf {r} _{2}-\mathbf {r} _{1})(\mathrm {d} \mathbf {r} _{2},\mathrm {d} \mathbf {r} _{1})}{|\mathbf {r} _{2}-\mathbf {r} _{1}|^{3}}}+{\mu _{0}I_{1}I_{2} \over 4\pi }\oint \limits _{\mathbb {C} _{1}}\oint \limits _{\mathbb {C} _{2}}{\frac {(\mathbf {r} _{2}-\mathbf {r} _{1})}{|\mathbf {r} _{2}-\mathbf {r} _{1}|^{3}}}((\mathrm {d} \mathbf {r} _{1},\mathrm {d} \mathbf {r} _{2})-3{\frac {(\mathbf {r} _{2}-\mathbf {r} _{1},\mathrm {d} \mathbf {r} _{1})(\mathbf {r} _{2}-\mathbf {r} _{1},\mathrm {d} \mathbf {r} _{2})}{|\mathbf {r} _{1}-\mathbf {r} _{2}|^{2}}}).}
Очевидно, чтобы сила получилась той же, что и в законе Грассмана, достаточно доказать, что второе слагаемое равно нулю. Далее второе слагаемое будем рассматривать без всяких коэффициентов перед знаками интегралов, поскольку эти коэффициенты в общем случае нулю не равны, и поэтому нулю должен быть равен сам двойной криволинейный интеграл.
Итак, обозначим {\displaystyle \mathbf {P} =\oint \limits _{\mathbb {C} _{1}}\oint \limits _{\mathbb {C} _{2}}{\frac {(\mathbf {r} _{2}-\mathbf {r} _{1})}{|\mathbf {r} _{1}-\mathbf {r} _{2}|^{3}}}((\mathrm {d} \mathbf {r} _{1},\mathrm {d} \mathbf {r} _{2})-3{\frac {(\mathbf {r} _{2}-\mathbf {r} _{1},\mathrm {d} \mathbf {r} _{1})(\mathbf {r} _{2}-\mathbf {r} _{1},\mathrm {d} \mathbf {r} _{2})}{|\mathbf {r} _{1}-\mathbf {r} _{2}|^{2}}})}. А доказать нужно, что {\displaystyle \mathbf {P} =0}
Допустим, что в {\displaystyle \mathbf {P} } интегрирование производится сначала по контуру {\displaystyle C_{2}}. В этом случае возможно сделать замену переменной: {\displaystyle \mathbf {r} =\mathbf {r} _{2}-\mathbf {r} _{1}}, где вектор {\displaystyle \mathbf {r} } изменяется по замкнутому контуру {\displaystyle C_{2}'}. Тогда можно записать
{\displaystyle \mathbf {P} =\oint \limits _{\mathbb {C} _{1}}\oint \limits _{\mathbb {C} _{2}'}{\frac {\mathbf {r} }{|\mathbf {r} |^{3}}}{\bigg (}(\mathrm {d} \mathbf {r} _{1},\mathrm {d} \mathbf {r} )-3{\frac {(\mathbf {r} ,\mathrm {d} \mathbf {r} _{1})(\mathbf {r} ,\mathrm {d} \mathbf {r} )}{|\mathbf {r} |^{2}}}{\bigg )}.}
Теперь при интегрировании по контуру {\displaystyle C_{2}'} получится некоторая векторная функция от {\displaystyle \mathbf {r} _{1}}, которая затем будет проинтегрирована по контуру {\displaystyle C_{1}}.
Можно доказать, что {\displaystyle \mathbf {P} } можно представить в виде {\displaystyle \mathbf {P} =-\oint \limits _{\mathbb {C} _{1}}\oint \limits _{\mathbb {C} _{2}'}\mathbf {r} (\mathrm {grad} (\mathrm {grad} ({\frac {1}{|\mathbf {r} |}}),\mathrm {d} \mathbf {r} ),\mathrm {d} \mathbf {r} _{1})}, где оба градиента берутся по переменной {\displaystyle \mathbf {r} }. Доказательство тривиально, достаточно провести процедуру взятия градиентов.
Далее по тождеству Лагранжа можно записать:
{\displaystyle {\begin{aligned}&\mathrm {grad} (\mathrm {grad} ({\frac {1}{|\mathbf {r} |}}),\mathrm {d} \mathbf {r} )=\nabla (\mathrm {grad} ({\frac {1}{|\mathbf {r} |}}),\mathrm {d} \mathbf {r} )=[\mathrm {d} \mathbf {r} ,[\nabla ,\mathrm {grad} ({\frac {1}{|\mathbf {r} |}})]]+(\mathrm {d} \mathbf {r} ,\nabla )\mathrm {grad} ({\frac {1}{|\mathbf {r} |}})=\\&=0+{\partial \mathrm {grad} ({\frac {1}{|\mathbf {r} |}}) \over \partial x}\mathrm {d} x+{\partial \mathrm {grad} ({\frac {1}{|\mathbf {r} |}}) \over \partial y}\mathrm {d} y+{\partial \mathrm {grad} ({\frac {1}{|\mathbf {r} |}}) \over \partial z}\mathrm {d} z=\mathrm {d} (\mathrm {grad} ({\frac {1}{|\mathbf {r} |}}))\\\end{aligned}}.}
Здесь ноль получился как ротор градиентного поля. В итоге получился полный дифференциал векторной функции
{\displaystyle \mathrm {grad} ({\frac {1}{|\mathbf {r} |}})}. Значит, теперь {\displaystyle \mathbf {P} } можно представить в виде {\displaystyle \mathbf {P} =-\oint \limits _{\mathbb {C} _{1}}\oint \limits _{\mathbb {C} _{2}'}\mathbf {r} (\mathrm {d} (\mathrm {grad} ({\frac {1}{|\mathbf {r} |}})),\mathrm {d} \mathbf {r} _{1})}. Этот интеграл можно взять, проинтегрировав по отдельности каждую проекцию. Для примера проинтегрируем проекцию x.
{\displaystyle P_{x}=-\oint \limits _{\mathbb {C} _{1}}\oint \limits _{\mathbb {C} _{2}'}x(\mathrm {d} (\mathrm {grad} ({\frac {1}{|\mathbf {r} |}})),\mathrm {d} \mathbf {r} _{1})=-\oint \limits _{\mathbb {C} _{1}}(\mathrm {d} \mathbf {r} _{1},\oint \limits _{\mathbb {C} _{2}'}\mathrm {d} (x\mathrm {grad} ({\frac {1}{|\mathbf {r} |}}))-\mathrm {grad} ({\frac {1}{|\mathbf {r} |}})\mathrm {d} x).}
Интеграл от полного дифференциала по любому замкнутому контуру равен нулю: {\displaystyle \oint \limits _{\mathbb {C} _{2}'}\mathrm {d} (x\mathrm {grad} ({\frac {1}{|\mathbf {r} |}}))=0}, поэтому {\displaystyle P_{x}} примет вид:
{\displaystyle P_{x}=\oint \limits _{\mathbb {C} _{1}}(\mathrm {d} \mathbf {r} _{1},\oint \limits _{\mathbb {C} _{2}'}\mathrm {grad} ({\frac {1}{|\mathbf {r} |}})\mathrm {d} x)=\oint \limits _{\mathbb {C} _{1}}(\mathrm {d} \mathbf {r} _{1},\oint \limits _{\mathbb {C} _{2}}{\frac {\mathbf {r} _{1}-\mathbf {r} _{2}}{|\mathbf {r} _{1}-\mathbf {r} _{2}|^{3}}}\mathrm {d} x_{2}).}
На этот раз нужно интегрировать сначала по контуру {\displaystyle C_{1}}. Сделаем замену переменной: {\displaystyle \mathbf {r} =\mathbf {r} _{1}-\mathbf {r} _{2}}, где вектор {\displaystyle \mathbf {r} } изменяется по замкнутому контуру {\displaystyle C_{1}'} . Тогда можно записать
{\displaystyle P_{x}=\oint \limits _{\mathbb {C} _{2}}\mathrm {d} x_{2}\oint \limits _{\mathbb {C} _{1}'}(\mathrm {d} \mathbf {r} ,{\frac {\mathbf {r} }{|\mathbf {r} |^{3}}})=-\oint \limits _{\mathbb {C} _{2}}\mathrm {d} x_{2}\oint \limits _{\mathbb {C} _{1}'}(\mathrm {d} \mathbf {r} ,\mathrm {grad} ({\frac {1}{|\mathbf {r} |}}))=0,}
где градиент опять берется по переменной {\displaystyle \mathbf {r} }.
Поскольку в выражении опять появилась циркуляция градиентного поля по замкнутому контуру, то {\displaystyle P_{x}=0}.
Аналогично можно записать для оставшихся двух проекций:
{\displaystyle P_{y}=-\oint \limits _{\mathbb {C} _{1}}\oint \limits _{\mathbb {C} _{2}'}y(\mathrm {d} (\mathrm {grad} ({\frac {1}{|\mathbf {r} |}})),\mathrm {d} \mathbf {r} _{1})=-\oint \limits _{\mathbb {C} _{1}}(\mathrm {d} \mathbf {r} _{1},\oint \limits _{\mathbb {C} _{2}'}\mathrm {d} (y\mathrm {grad} ({\frac {1}{|\mathbf {r} |}}))-\mathrm {grad} ({\frac {1}{|\mathbf {r} |}})\mathrm {d} y)=0,}
{\displaystyle P_{z}=-\oint \limits _{\mathbb {C} _{1}}\oint \limits _{\mathbb {C} _{2}'}z(\mathrm {d} (\mathrm {grad} ({\frac {1}{|\mathbf {r} |}})),\mathrm {d} \mathbf {r} _{1})=-\oint \limits _{\mathbb {C} _{1}}(\mathrm {d} \mathbf {r} _{1},\oint \limits _{\mathbb {C} _{2}'}\mathrm {d} (z\mathrm {grad} ({\frac {1}{|\mathbf {r} |}}))-\mathrm {grad} ({\frac {1}{|\mathbf {r} |}})\mathrm {d} z)=0.}
Значит, {\displaystyle \mathbf {P} =0}.
Максвелл предложил наиболее общую форму закона взаимодействия двух элементарных проводников с током, в которой присутствует коэффициент k (он не может быть определен без некоторых предположений, базирующихся на экспериментах, в которых активный ток образует замкнутый контур):
{\displaystyle \mathrm {d} ^{2}\mathbf {F} _{12}={\frac {1}{2}}{\mu _{0}I_{1}I_{2} \over 4\pi }\left({\begin{aligned}&(3-k){\frac {(\mathbf {r} _{1}-\mathbf {r} _{2})(\mathrm {d} \mathbf {r} _{1},\mathrm {d} \mathbf {r} _{2})}{|\mathbf {r} _{1}-\mathbf {r} _{2}|^{3}}}-3(1-k){\frac {(\mathbf {r} _{1}-\mathbf {r} _{2})(\mathbf {r} _{1}-\mathbf {r} _{2},\mathrm {d} \mathbf {r} _{1})(\mathbf {r} _{1}-\mathbf {r} _{2},\mathrm {d} \mathbf {r} _{2})}{|\mathbf {r} _{1}-\mathbf {r} _{2}|^{5}}}-\\&-(1+k){\frac {\mathrm {d} \mathbf {r} _{1}(\mathbf {r} _{1}-\mathbf {r} _{2},\mathrm {d} \mathbf {r} _{2})}{|\mathbf {r} _{1}-\mathbf {r} _{2}|^{3}}}-(1+k){\frac {\mathrm {d} \mathbf {r} _{2}(\mathbf {r} _{1}-\mathbf {r} _{2},\mathrm {d} \mathbf {r} _{1})}{|\mathbf {r} _{1}-\mathbf {r} _{2}|^{3}}}\\\end{aligned}}\right).}
В своей теории Ампер взял {\displaystyle k=-1}, Гаусс положил {\displaystyle k=+1}, как Грассман и Клаузиус. В неэфирных электронных теориях Вебер принял {\displaystyle k=-1}, а Риман принял {\displaystyle k=+1}. Ритц оставил {\displaystyle k} неопределенным в своей теории.
Для силы взаимодействия двух замкнутых контуров {\displaystyle C_{1}} и {\displaystyle C_{2}} с {\displaystyle k=+1} получается стандартное выражение.
{\displaystyle {\begin{aligned}&\mathrm {d} ^{2}\mathbf {F} _{12}={\mu _{0}I_{1}I_{2} \over 4\pi }\left({\frac {(\mathbf {r} _{1}-\mathbf {r} _{2})(\mathrm {d} \mathbf {r} _{1},\mathrm {d} \mathbf {r} _{2})}{|\mathbf {r} _{1}-\mathbf {r} _{2}|^{3}}}-{\frac {\mathrm {d} \mathbf {r} _{1}(\mathbf {r} _{1}-\mathbf {r} _{2},\mathrm {d} \mathbf {r} _{2})}{|\mathbf {r} _{1}-\mathbf {r} _{2}|^{3}}}-{\frac {\mathrm {d} \mathbf {r} _{2}(\mathbf {r} _{1}-\mathbf {r} _{2},\mathrm {d} \mathbf {r} _{1})}{|\mathbf {r} _{1}-\mathbf {r} _{2}|^{3}}}\right)=\\&={\mu _{0}I_{1}I_{2} \over 4\pi }\left({\frac {[\mathrm {d} \mathbf {r} _{2},[\mathrm {d} \mathbf {r} _{1},\mathbf {r} _{2}-\mathbf {r} _{1}]]}{|\mathbf {r} _{1}-\mathbf {r} _{2}|^{3}}}-{\frac {\mathrm {d} \mathbf {r} _{2}(\mathbf {r} _{1}-\mathbf {r} _{2},\mathrm {d} \mathbf {r} _{1})}{|\mathbf {r} _{1}-\mathbf {r} _{2}|^{3}}}\right)\\\end{aligned}}.}
Здесь первые два слагаемых были объединены по тождеству Лагранжа, третье же слагаемое при интегрировании по замкнутым контурам {\displaystyle C_{1}} и {\displaystyle C_{2}} даст ноль. Действительно,
{\displaystyle \oint \limits _{\mathbb {C} _{2}}\oint \limits _{\mathbb {C} _{1}}{\frac {\mathrm {d} \mathbf {r} _{2}(\mathbf {r} _{1}-\mathbf {r} _{2},\mathrm {d} \mathbf {r} _{1})}{|\mathbf {r} _{1}-\mathbf {r} _{2}|^{3}}}=\left[{\begin{aligned}&\mathbf {r} =\mathbf {r} _{1}-\mathbf {r} _{2}\\&C_{1}\rightarrow C_{1}'\\\end{aligned}}\right]=\oint \limits _{\mathbb {C} _{2}}\mathrm {d} \mathbf {r} _{2}\oint \limits _{\mathbb {C} _{1}'}{\frac {(\mathbf {r} ,\mathrm {d} \mathbf {r} )}{|\mathbf {r} |^{3}}}=\oint \limits _{\mathbb {C} _{2}}\mathrm {d} \mathbf {r} _{2}\oint \limits _{\mathbb {C} _{1}'}(\mathrm {grad} {\frac {1}{|\mathbf {r} |}},\mathrm {d} \mathbf {r} )=0.}
Таким образом получаем форму закона Ампера, данную Максвеллом:
{\displaystyle \mathbf {F} _{12}={\mu _{0}I_{1}I_{2} \over 4\pi }\oint \limits _{\mathbb {C} _{2}}\oint \limits _{\mathbb {C} _{1}}{\frac {[\mathrm {d} \mathbf {r} _{2},[\mathrm {d} \mathbf {r} _{1},\mathbf {r} _{2}-\mathbf {r} _{1}]]}{|\mathbf {r} _{1}-\mathbf {r} _{2}|^{3}}}.}
Хотя сила всегда одна и та же при различных {\displaystyle k}, момент сил может различаться. Например, при взаимодействии двух бесконечных проводов, скрещенных под прямым углом, сила взаимодействия будет равна нулю. Если рассчитать момент сил, действующий на каждый из проводов, по формуле Грассмана, ни один из них не будет равен нулю (хотя в сумме они будут равны нулю). Если же рассчитать момент сил по оригинальному закону Ампера, каждый из них будет равен нулю.

## Закон Ампера как релятивистский эффект
Электрический ток в проводнике это движение зарядов относительно других зарядов. Данное движение приводит в СТО к эффектам, которые в классической физике объясняются отдельной физической сущностью — магнетизмом. В СТО данные эффекты не требуют введения магнетизма, и, в первом приближении, достаточно рассмотрения кулоновских взаимодействий. Для описания закона Ампера в рамках СТО металлический проводник описывают прямой с некоторой линейной плотностью положительных зарядов и прямой с подвижными зарядами. Заряд инвариантен, поэтому эффект Лоренцева сокращения длины создаёт разницу между плотностью положительных и отрицательных зарядов в изначально нейтральном металлическом проводе. Отсюда и возникновение силы притяжения или отталкивания между двумя проводниками с током.